# Придністровська височина
Придністро́вська височина́ — частина Подільської височини на лівобережжі Дністра, у межиріччі Збруча (на заході) і Калюсу (на сході). Розташована в межах Хмельницької області (в південній частині області). 
Висоти 100—200, максимальна — 386 м. Рельєф межиріч переважно плоский, пологохвилястий, в центральній частині простягаються Товтри. Долини річок (Жванчик, Смотрич, Тернава, Студениця, Ушиця) мають глибину врізу до 180—200 м, місцями утворюючи каньйони, наприклад Смотрицький каньйон. 
У геоструктурному відношенні розташована в межах Волино-Подільського блоку Українського щита, кристалічні породи якого перекриті вапняками, пісками, лесами, гіпсами, ангідритами. Розвинутий карст та ерозія. Родовища мінеральних вод. 
У межах височини розташовані природоохоронні території: Подільські Товтри, Пановецька дача, і пам'ятки природи — печери Атлантида, Самовита, а також інші об'єкти.

## Галерея

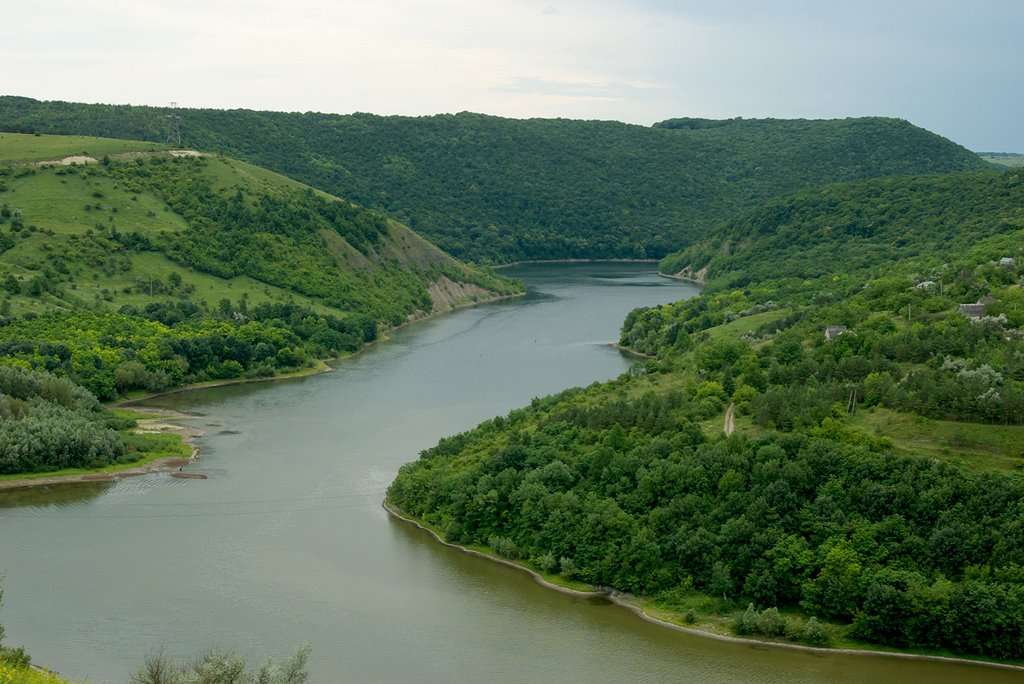
Придністровська височина в районі річки Тернави
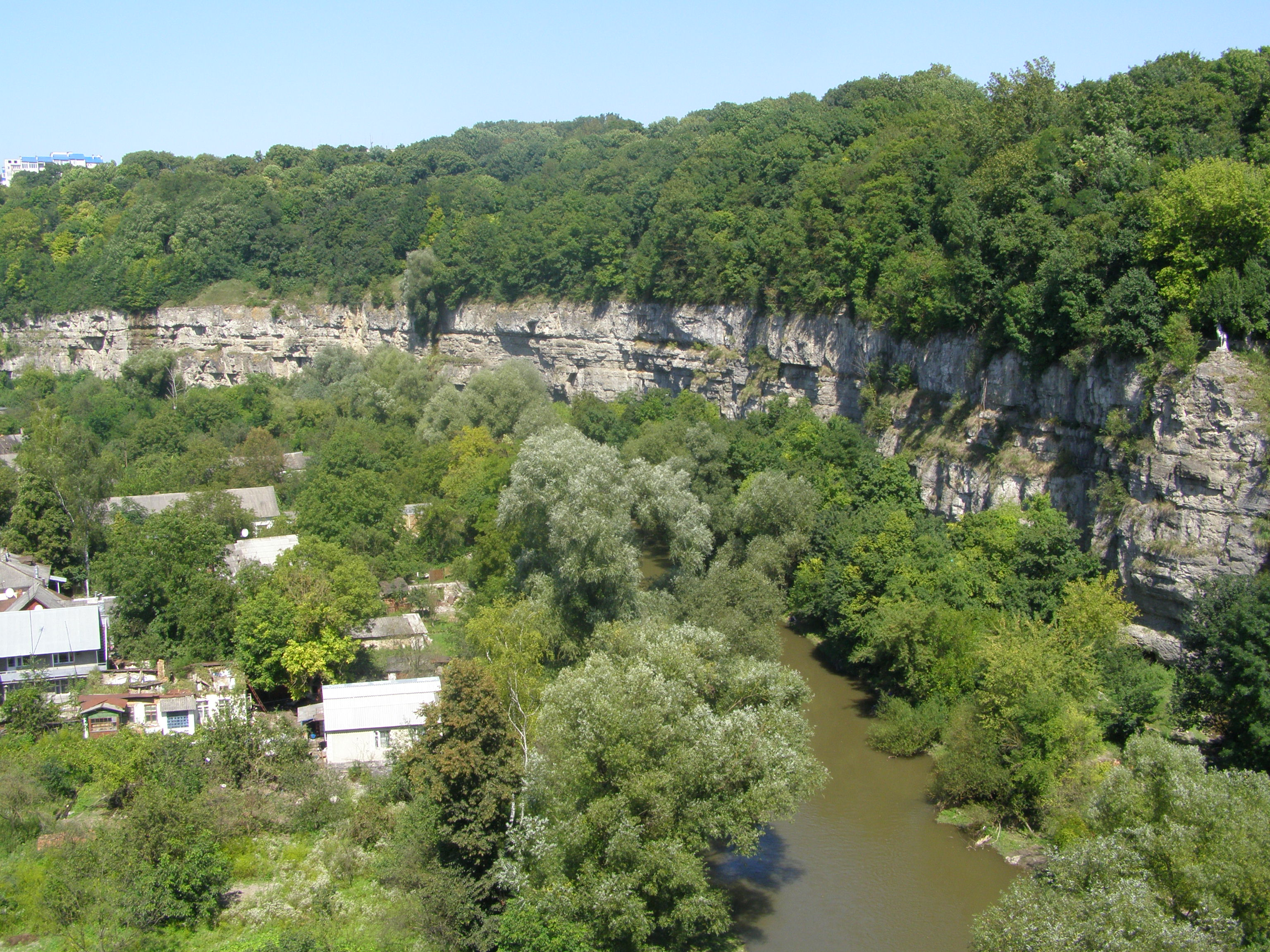
Каньйон Смотрича
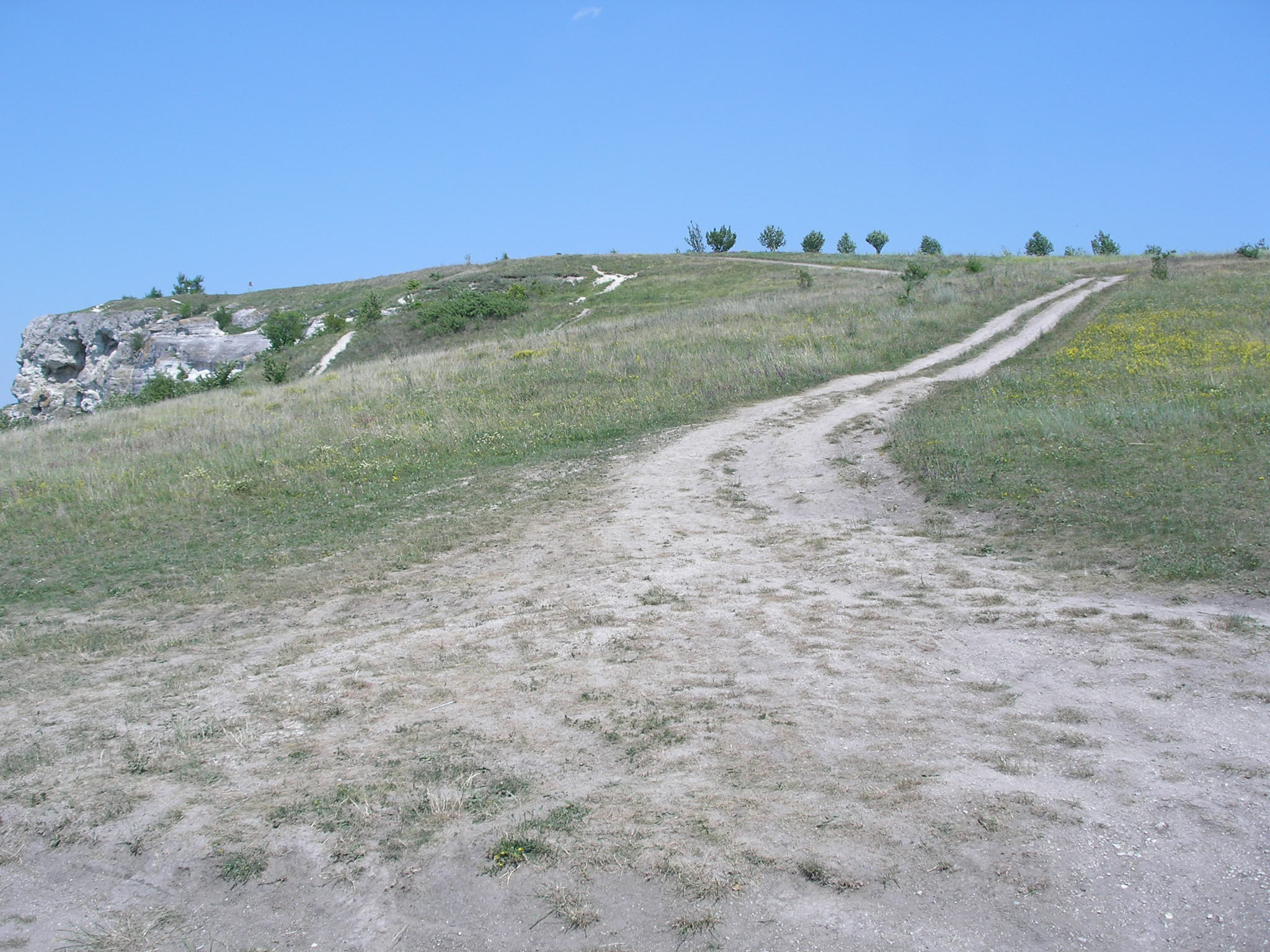
Типовий ландшафт